# Hjalmar Lorichs
Hjalmar Ludvig Lorichs, född 4 januari 1894 på Valsta säteri, död 9 september 1969, var en svensk militär och fotbollsspelare, bror till Signe Ehrenborg-Lorichs.
Hjalmar Lorichs är känd för det mål han gjorde i en träningsmatch den 27 juni 1912 på Råsunda IP mot Finland efter elva sekunder. Det är det snabbaste någonsin i en svensk landskamp. Det var hans debut i landslaget och han gjorde ytterligare två mål i 55 och 65 matchminuten i den svenska i 7-1-segern. Han var da 18 år och 175 dagar gammal och tvingades tacka nej, på grund av sitt jobb inom militären, till en plats i den svenske OS-trupp som spelade sin första OS-match två dagar senare mot Nederländerna. Träningsmatchen mot Finland blev Lorichs enda landskamp.
Lorichs var son till godsägaren Fredrik Lorichs. Han blev 1912 volontär inom militären, avlade 1914 officersexamen, blev 1914 underlöjtnant och 1918 löjtnant vid Svea livgarde. 1936 blev Lorichs major på reservstat. Lorichs var riddare av Svärdsorden, riddare av Spanska Militärförtjänstorden med vitt kors och riddare av Belgiska Leopoldsorden.